# Правило на третините
Правило на третините (на английски: rule of thirds) е практическо правило в изобразителното изкуство, фотографията и дизайна, насочено към създаване на ефектни динамични композиции.
Изразява се в това, че изображението или фотографският кадър трябва да се разделят на 9 равни части от двойка успоредни вертикални и хоризонтални линии и съответно важните за композицията елементи трябва да бъдат разположени по протежението на тези линии или в точките, където те се пресичат. Техниката е приложима както при хоризонтално (пейзажно), така и при вертикално (портретно) кадриране и според поддръжниците ѝ. Тя придава на изображението много повече енергия и драматизъм, отколкото ако то е разположено в центъра или симетрично по линиите, които го разполовяват. Повечето съвременни цифрови фотоапарати предлагат режим на снимане, при който четирите линии се виждат и подпомагат фотографа в композирането на снимките.
Особено приложение правилото на третините намира в пейзажната и портретната фотография, при снимането на обекти в близък план, и при движещи се обекти.
- Когато изображението представя драматично небе на изгрев или на залез, хоризонтът обикновено се поставя близо до или върху долната водоравна линия; обратно, когато то не е от първостепенно значение за сюжета, се оставя да заема само най-горната третина от височината на кадъра.
- Когато се снима движещ се обект, според правилото на третините, той се кадрира така, че да остане празно пространство в посоката на движението му, което да балансира изображението и да създава усещане за динамика. Съответно, когато се снима портрет и погледът не е насочен към обектива, се оставя известно пространство по посока на погледа, което също се разпределя по правилото на третините.
- При снимането на портрет, очите често се поставят на височината на горната хоризонтална линия. При снимане на портрет в едър план, по-близкото до обектива око на модела се поставя в някоя от пресечните точки и фокусът пада върху него.

За доброто изпълнение на правилото на третините трябва да се намери ясният център на вниманието във фотографията (картината). Техниката се съчетава с използването на композиционни рамки в предния план (framing), водещи линии в изображението, умела игра с фокуса и дълбочината на рязкостта.